# Vicente Olivera
Vicente Olivera (* 27. Juli 1988 in Artigas) ist ein uruguayischer Fußballspieler.

## Karriere

### Verein
Der 1,78 Meter große Mittelfeldakteur Olivera gehörte zu Beginn seiner Karriere mindestens im Jahr 2006 dem Danubio FC an. In jenem Jahr wechselte er zu Plaza Colonia. Dort war er bis 2007 aktiv. In der Saison 2009/10 wird er als Spieler der Reserve (Formativas) des Club Atlético Peñarol geführt. Im August 2010 schloss er sich auf Leihbasis dem Zweitligisten Sud América an. Für den Klub aus Montevideo bestritt er in der Spielzeit 2010/11 19 Partien in der Segunda División. Einen Treffer erzielte er nicht. Anschließend kehrte er zur Zweitvertretung Peñarols zurück. Andere Quellen berichten dagegen er sei im zweiten Halbjahr 2012 von Sud América zum Huracán Football Club gewechselt. Bei Huracán war er von 2012 bis 2013 aktiv.

### Nationalmannschaft
Olivera war Mitglied der von Gustavo Ferrín trainierten U-17-Auswahl Uruguays. Mit dieser nahm er an der U-17-Südamerikameisterschaft 2005 in Venezuela teil und wurde Vize-Südamerikameister. Bei der U-17-Weltmeisterschaft 2005 stand er ebenfalls im uruguayischen Kader. Im Verlaufe des WM-Turniers wurde er allerdings nicht eingesetzt.

### Erfolge
- U-17-Vize-Südamerikameister: 2005